# Ptiliolum
Genre
Synonymes
- Euptilium Flach (d), 1889

Ptiliolum est un genre de coléoptères de la famille des Ptiliidae.

## Liste d'espèces
Selon BioLib (3 mars 2021) :
- Ptiliolum africanum Peyerimhoff, 1917
- Ptiliolum besucheti Israelson, 1976
- Ptiliolum caledonicum (Sharp, 1871)
- Ptiliolum fuscum (Erichson, 1845)
- Ptiliolum hopffgarteni (Flach, 1888)
- Ptiliolum marginatum (Aube, 1850)
- Ptiliolum oedipus (Flach, 1886)
- Ptiliolum oetzeni (Flach, 1888)
- Ptiliolum sahlbergi Flach, 1888
- Ptiliolum schwarzi (Flach, 1887)
- Ptiliolum spencei (Allibert, 1844)
- Ptiliolum stockmanni Besuchet, 1971
- Ptiliolum wuesthoffi Rosskothen, 1934